# Associação Regional de Saarbrücken
A Associação Regional de Saarbrücken, de Sarbruque ou de Sarrebruque (Regionalverband Saarbrücken) é uma integração de um distrito (kreis ou landkreis) e uma cidade independente (Kreisfreie Stadt). Está localizada no sul do Sarre, Alemanha.

## História
O distrito de Saarbrücken foi originalmente criado em 1816. Em 1974, o distrito e a cidade independente de Saarbrücken foram unidos, e a nova unidade administrativa foi designada Stadtverband Saarbrücken (Comunidade Urbana de Saarbrücken). A partir de 1 de janeiro de 2008, uma nova reforma na estrutura administrativa alterou o nome para Regionalverband Saarbrücken (Associação Regional de Saarbrücken). Embora não seja um distrito como os demais, a maior parte das tarefas administrativas são as mesmas dos distritos.

## Geografia
O Rio Sarre flui pelo distrito, cortando a cidade de Saarbrücken.

## Brasão
| Brasão | O distrito original não possuía brasão, a Regionalverband (Associação Regional) usa um derivado do brasão do Condado de Nassau-Saarbrücken. O leão prateado foi extraído do Condado de Saarbrücken, o leão dourado é o leão do Ducado de Nassau. |

## Cidades e Municípios
| Cidades                                                                  | Municípios                                                                      |
| ------------------------------------------------------------------------ | ------------------------------------------------------------------------------- |
| 1. Friedrichsthal 2. Püttlingen 3. Saarbrücken 4. Sulzbach 5. Völklingen | 1. Großrosseln 2. Heusweiler 3. Kleinblittersdorf 4. Quierschied 5. Riegelsberg |